# 托科皮亞省

托科皮亞省是智利的54個省份之一，位於該國北部，由安托法加斯塔大區負責管轄，首府設於托科皮亞，面積16,236平方公里，2002年人口31,516，人口密度每平方公里1.9人。

## 外部連結
- （西班牙文） Governorate of Tocopilla （页面存档备份，存于）